# Caso Gürtel
El caso Gürtel, también conocido como Operación Gürtel o trama Gürtel, es el nombre con el que se conoce una investigación iniciada en noviembre de 2007 por la Fiscalía Anticorrupción y denunciada por la Fiscalía en febrero de 2009 ante la Audiencia Nacional, sobre una red de corrupción política vinculada al Partido Popular, que funcionaba principalmente en las comunidades de Madrid y Valencia.
La trama estaba encabezada por el empresario Francisco Correa Sánchez, cuyo apellido Correa en alemán dio nombre al caso, sin ninguna relación con aquel idioma. Se abrió el caso Gürtel tras la denuncia realizada desde Majadahonda por el exconcejal José Luis Peñas, entre otros.
El caso fue investigado inicialmente por la Fiscalía Anticorrupción, dirigida por el fiscal Antonio Salinas, y tras la denuncia efectuada por esta en la Audiencia Nacional, fue instruido por el juez Baltasar Garzón –actualmente involucrado en la causa judicial «Operación Tándem» tras publicarse unas grabaciones realizadas por el ex comisario del Cuerpo Nacional de Policía, José Manuel Villarejo, en las que se revela que Garzón y Villarejo estaban «preparando la Gürtel» antes de que el exmagistrado admitiese la causa y comenzara la instrucción–, hasta que fue separado del caso tras haber sido suspendido por el Consejo General del Poder Judicial, como consecuencia de una denuncia. Después fue continuado por el juez del Tribunal Superior de Justicia de Madrid Antonio María Pedreira y finalmente recayó en el juez en comisión de servicios del Juzgado Central núm 5 de la Audiencia Nacional, Pablo Ruz.
El denominado caso Bárcenas, que constituye una derivación del Gürtel, y recoge una contabilidad B del PP (es decir, no declarada a la Hacienda Pública española), con recepción de donativos ilegales de constructoras y entrega de dinero negro a los dirigentes del partido, fue inicialmente instruido de forma separada por el juez de la Audiencia Nacional Javier Gómez Bermúdez. Sin embargo, se planteó un conflicto de competencia y la Audiencia Nacional atribuyó también la investigación a Pablo Ruz.

## Inicios
José Camarasa Albertos, diputado por la lista del Partido Socialista del País Valenciano-PSOE en las Cortes Valencianas entre el 28 de junio de 1999 y el 28 de diciembre de 2009, fue el primero en dilucidar en 2005 lo que más tarde sería conocido como la trama Gürtel al detectar contratos irregulares de la empresa Orange Market, proveedora de servicios de la dirección regional del Partido Popular de la Comunidad Valenciana.
José Luis Peñas, exconcejal del Partido Popular en el ayuntamiento de Majadahonda y amigo de Francisco Correa desde 2001 hasta 2008, presentó una denuncia ante la Fiscalía General del Estado, el 6 de noviembre de 2007, tras haber recibido más de 260.000 euros de la trama de corrupción política, según los últimos informes de la policía. Aportó como pruebas grabaciones ocultas realizadas en reuniones con personas como Isabel Jordán, administradora de la empresa Easy Concept que, junto con Special Events y Orange Market, eran propiedad de Francisco Correa. La Fiscalía General remitió la denuncia a la Fiscalía Anticorrupción, que inició la investigación. 
La trama estaba encabezada por el cuarteto integrado por el empresario Francisco Correa y tres de sus hombres de confianza: Álvaro Pérez Alonso apodado el Bigotes, Pablo Crespo y Antoine Sánchez. Este grupo habría establecido un supuesto conglomerado de negocios con objeto de nutrirse de fondos de entidades públicas, en particular de algunos ayuntamientos y comunidades autónomas como la Comunidad de Madrid, Comunidad Valenciana y Galicia, así como para saltarse las prohibiciones legales en materia urbanística y medioambiental que habrían afectado a sus negocios inmobiliarios.
Las empresas de Correa organizaban eventos públicos del Partido Popular durante el Gobierno de José María Aznar.
Mariano Rajoy y Esperanza Aguirre dejaron de contar con él en 2004.
El método más habitual para obtener sus ventajas y beneficios era la utilización de dádivas y sobornos a funcionarios y autoridades públicas.
José Luis Izquierdo López, empleado de confianza de Francisco Correa y de Pablo Crespo, mostró a los jueces los asientos contables del dinero supuestamente relacionado con este asunto, la llamada "caja B". En la documentación figuran los nombres de Alejandro Agag (yerno de José María Aznar), Álvaro Pérez, Antoine Sánchez, Alberto López Viejo (ALV), Arturo González Panero, Gerardo Galeote, L.B., Ricardo Galeote, Benjamín Martín, Ginés López, F. Torres, Jacobo Gordon, Luis López Salvador, Milagros Zapatero, Pablo Crespo, Pau Collado, Araceli Martínez, Rocío Martínez y Sabio Martínez. Francisco Correa pidió a su empleado figurar en ellas como "Don Vito, como el de la película" (refiriéndose a Don Vito Corleone, personaje interpretado por Marlon Brando en El Padrino). Todas estas personas están o han estado vinculadas al PP; sin embargo, no ha sido constatada la financiación ilegal del Partido Popular como persona jurídica.
Tras el levantamiento del secreto del sumario en el Tribunal Superior de Justicia de Madrid (TSJM), se conocen indicios de posible financiación irregular del Partido Popular de la Comunidad de Madrid, Partido Popular de la Comunidad Valenciana, Partido Popular de Galicia, Partido Popular de Castilla y León y del Partido Popular nacional.

### Investigación periodística
El caso Gürtel fue destapado públicamente por el diario español El País, a cuyos investigadores les fue concedido el Premio Ortega y Gasset de Periodismo, en su vigesimoséptima edición de 2010, al "mejor trabajo de prensa". El 18 de abril de 2010, el diario publicó un amplio informe sobre el caso.

### Denunciantes
Una de las denunciantes, Ana Garrido Ramos, técnica del ayuntamiento de Boadilla del Monte, sufrió acoso laboral continuado en el ejercicio de su cargo. El acoso por parte de superiores y antiguos compañeros fue tal que se vio obligada a emigrar temporalmente a Centroamérica. Después de la celebración del juicio, el TSJM condenó al ayuntamiento de Boadilla del Monte por acoso laboral.
El 5 de agosto de 2014, la asociación ¿Hay derecho? inició una campaña en change.org para que concedieran la Orden al Mérito Civil a Ana Garrido Ramos, cuyos informes fueron relevantes para la investigación de la trama Gürtel en este municipio madrileño, el más castigado por la corrupción de la trama de Francisco Correa.

## Las empresas de la red
Hay varias empresas relacionadas con la red de corrupción, destacando las siguientes:

### Special Events
Agencia de eventos que entre 1996 y 1999 organizó todos los actos políticos del Partido Popular de Galicia. Esta empresa tiene como administrador único a Pablo Crespo, exsecretario de organización del PP gallego. El Ayuntamiento de Madrid adjudicó en 2007 varios contratos a la empresa por un importe total de 210 000 euros. El propio alcalde, Alberto Ruiz-Gallardón, admitió que en 2004 "se manipuló un informe técnico" para adjudicar a esta empresa un contrato por valor de 153 000 euros.

### Pasadena Viajes, S.L.
Empresa propiedad de Pablo Crespo, con la que el Ayuntamiento de Boadilla organizó diversos viajes, algunos de ellos al equipo electoral de José María Aznar en su campaña de las elecciones autonómicas y municipales de 2003.

### Easy Concept
Compañía especializada en la gestión del servicio público de información y atención al ciudadano. En 2005 el alcalde de Boadilla, Arturo González Panero, suscribió un contrato con ella. La Comunidad de Madrid adjudicó sin concurso más de 70 contratos.

### Good and Better, S.L.
Junto con Easy Concept es la otra firma presuntamente favorecida con contratos "a dedo" por el Gobierno de Esperanza Aguirre. Entre los años 2004 y 2005 habría organizado eventos junto con Easy Concept por valor de 562 183 euros.

### Orange Market
Fue la empresa proveedora de servicios de la dirección regional del Partido Popular de la Comunidad Valenciana. La empresa organizaba mítines, congresos y toda clase de eventos para los populares, según reconoció el propio partido. Vinculada a uno de los detenidos, Pablo Crespo, a ella se le adjudicó el diseño del expositor de la Comunidad Valenciana en Fitur. Su presidente, Álvaro Pérez, el Bigotes, pagó trajes a Francisco Camps por importe de 12 783 euros y que este pudo facilitar a cambio la concesión de adjudicaciones a esta empresa, según Garzón, pero no para la justicia, que absolvió a Francisco Camps.

## Cronología
Algunos de los hechos más relevantes de la instrucción y causas judiciales a lo largo del tiempo son:

### 2007
En noviembre de 2007, la Fiscalía Anticorrupción inicia una investigación como consecuencia de una denuncia recibida de unos concejales de Majadahonda.

### 2009
- El  6 de febrero de 2009, la Audiencia Nacional recibe la denuncia de la Fiscalía Anticorrupción y por orden del juez Garzón se abre una investigación por una supuesta trama de corrupción que operaba en Madrid, Valencia y la Costa del Sol. A los implicados se les acusa de blanqueo de capitales, fraude fiscal, cohecho y tráfico de influencias. Uno de los cinco detenidos es un empresario muy ligado al Ayuntamiento de Boadilla del Monte, del PP. Después se sabría que el detenido es Francisco Correa, al que se considera cabecilla de la supuesta red corrupta.[38]

- 8 de febrero: salen a la luz en distintos medios de comunicación los nombres de algunos de los presuntos implicados en la trama: Arturo González Panero, alcalde de Boadilla del Monte; Guillermo Ortega, gerente del Mercado Puerta de Toledo en Madrid; y Alberto López Viejo, consejero de Deportes de la Comunidad de Madrid.[38]

- 9 de febrero: ante las sospechas de la imputación de González Panero, López Viejo y Ortega, dimiten López Viejo y Guillermo Ortega. Rajoy anuncia la dimisión del alcalde de Boadilla, aunque González Panero tardó 24 horas en hacerlo, desmintió a Rajoy y finalmente dimitió como alcalde, pero no como concejal. Es detenido Álvaro Pérez Alonso, responsable de la empresa Orange Market, que organizó actos para el PP.[38]

- 10 de febrero: Garzón amplía a 37 los imputados en la presunta trama. El PP se queja ante el juez de la Audiencia por las filtraciones del sumario que llegan a la prensa, y 24 horas después pide la recusación del juez y anuncia el fin del pacto de la Justicia firmado por el Gobierno al conocerse que el entonces ministro Bermejo coincidió con Garzón en una cacería sólo un día después de que saliera a la luz la operación de la Audiencia Nacional.[38]

- 11 de febrero: El presidente del Partido Popular, Mariano Rajoy, comparece ante los medios de comunicación junto a los dirigentes de su partido y afirma: «No hay una trama del PP; hay una trama contra el PP».[39]

- 12 de febrero: Garzón manda a prisión a tres de los detenidos: Francisco Correa, Pablo Crespo y Antoine Sánchez. El juez los acusa de delitos de blanqueo de capitales, tráfico de influencias, defraudación y cohecho. Queda en libertad Álvaro Pérez Alonso.[38]

- 19 de febrero: dos periódicos relacionan al presidente valenciano, Francisco Camps, con la trama. Al parecer, habría conseguido trajes por valor de 30 000 euros por favores a la trama. Camps comparece esa misma mañana ante los medios de comunicación para desmentir por completo las acusaciones y defiende sus «20 años de vida pública al servicio del interés general».[38]

- 20 de febrero: Alberto Ruiz-Gallardón cesa a José Javier Nombela, asesor del presidente de la Junta de distrito de Moncloa de Madrid, también imputado por Garzón. Asimismo fue apartado de su cargo el director de la Empresa municipal de la Empresa y el Suelo, Guillermo Pariente. El juez Garzón ingresa en una clínica por una crisis de ansiedad, un día después le dan el alta. Durante su baja, se encarga del caso el juez Pedraz, que se limitó a aplazar las declaraciones que Garzón tenía previstas.[38]

- 25 de febrero: El PP presenta una querella contra el juez por prevaricación. Horas después, el magistrado implica en la trama al eurodiputado del PP Gerardo Galeote y al senador y Tesorero del PP, Luis Bárcenas. Además, Garzón desmiente las informaciones aparecidas en prensa que involucran en la trama al diputado del PP Esteban González Pons. Ese mismo día, el PP acusa al juez de haberse saltado el secreto del sumario del caso.[38][40]

- 5 de marzo: tras las peticiones de la Fiscalía y el PP, y los indicios hallados contra aforados (diputados, senadores y otros altos cargos políticos que no pueden ser juzgados por la Audiencia Nacional), el juez Garzón se inhibe del caso y cede la investigación de la presunta trama a los tribunales superiores de Valencia y Madrid. El juez amplía las imputaciones a otros seis miembros del PP: Francisco Camps (presidente de la Comunidad Valenciana); Ricardo Costa (secretario general del PP en Valencia); Alberto López Viejo (exconsejero de Deportes de la Comunidad de Madrid), Arturo González Panero (exalcalde de Boadilla del Monte), Jesús Sepúlveda (alcalde de Pozuelo de Alarcón) y Ginés López (alcalde de Arganda del Rey). Tras finalizar los interrogatorios, Garzón deja en libertad a 34 de los 37 imputados: sólo están en prisión Francisco Correa y sus dos socios, Pablo Crespo y Antoine Sánchez.[38]

- 6 de marzo: el caso 'Gürtel' se cobra otras dos víctimas en el PP. Dimiten los alcaldes de Arganda del Rey, Ginés López, y Pozuelo de Alarcón, Jesús Sepúlveda. Por otra parte dimite el director general del Ayuntamiento de Boadilla del Monte y vicepresidente de la Empresa municipal del Suelo y la Vivienda (EMSV), Tomás Martín Morales, presenta su dimisión a petición del alcalde, Juan Siguero (PP), tras conocerse su imputación en el caso Gürtel. El PP anuncia que suspende de militancia a todos los miembros del partido imputados por Garzón, a excepción de los aforados de la Comunidad de Madrid hasta que se pronuncie el Tribunal Superior de Justicia de Madrid.[38]

- 12 de marzo: Mariano Rajoy insiste en desvincular a su partido de la trama corrupta. Asegura que la gente de Francisco Correa «no ha entregado ni un solo euro al PP» y defiende a ultranza a Francisco Camps. Además, dice que "habrá que demostrar" que Correa regaló un Jaguar de 8 millones de pesetas al exalcalde de Pozuelo, casado con la diputada popular Ana Mato.[38]

- 15 de marzo: José Tomás, supuesto sastre de Francisco Camps, asegura en una entrevista en el diario El País que el presidente valenciano le llamó en varias ocasiones muy nervioso para saber si había facturas de trajes a su nombre cuando supo que declararía ante el juez Garzón. Asimismo, Tomás indica que los trajes de lujo que regalaba a políticos valencianos eran pagados por Orange Market con billetes de 500 euros.[38]

- 17 de marzo: los tres únicos imputados encarcelados por el caso Gürtel —el líder de la supuesta trama, Francisco Correa, y sus presuntos colaboradores Antoine Sánchez y Pablo Crespo— acuden a la Audiencia Nacional para abrir su correspondencia ante el juez Baltasar Garzón. La ley permite al magistrado aplicar esta medida para saber si en las cartas recibidas en la cárcel hay algo de interés para su investigación.[38]

- 27 de marzo: Baltasar Garzón imputa a otras diez personas en la llamada Operación Gürtel, con lo que el número de imputados se eleva a 55. Algunos de estos nuevos imputados están supuestamente relacionados con los negocios del exalcalde de Boadilla del Monte (Madrid), el imputado Arturo González Panero, y otros con los despachos de abogados que utilizaba la trama de corrupción liderada por Francisco Correa para sus actividades fuera de España. El lunes 30 de marzo los deja en libertad.[38]

- 31 de marzo: la Sala de lo Civil y Penal del Tribunal Superior de Justicia de Madrid (TSJM) acuerda aceptar la inhibición planteada por el juez de la Audiencia Nacional Baltasar Garzón en la investigación de la presunta trama de corrupción destapada en la Operación Gürtel, al encontrar indicios de corrupción en tres diputados del PP en la Asamblea de Madrid. Se trata de Alberto López Viejo, Benjamín Martín Vasco y Alfonso Bosch, que según el tribunal podrían haber cometido cohecho y tráfico de influencias. Además, Garzón acusa al tesorero del PP, Luis Bárcenas, de recibir 1 353 000 euros de la organización liderada por el empresario Francisco Correa. En su auto también señala que el senador popular Gerardo Galeote pudo percibir de Correa la cantidad de 652 000 euros.[38]

- 2 de abril: el diputado autonómico del PP, Benjamín Martín Vasco, supuestamente implicado en la trama, dimite como portavoz adjunto del grupo popular de la Asamblea de Madrid. Es uno de los tres diputados del PP de la Asamblea, junto a Alberto López Viejo y Alfonso Bosh, sobre los que el Tribunal Superior de Justicia de Madrid (TSJM) ve indicios de posibles delitos.[38]

- 14 de abril: la Fiscalía Anticorrupción solicita al Tribunal Superior de Justicia de la Comunidad Valenciana que tome declaración al presidente de la Generalitat, Francisco Camps, y al portavoz del PP en Les Corts Valencianes, Ricardo Costa, para esclarecer su supuesta relación con el caso.[38]

- 5 de mayo: el Partido Popular suspende cautelarmente de militancia a los diputados de la Asamblea de Madrid Alfonso Bosch y Benjamín Martín Vasco, imputados en el 'caso Gürtel', así como al parlamentario regional y exconsejero de Deportes madrileño Alberto López Viejo, implicado en la causa. La decisión la adopta el Comité de Derechos y Garantías, que de este modo admite la petición cursada por los tres tras conocer su implicación en la trama de Francisco Correa.[38]

- 7 de mayo: el juez Antonio Pedreira impone una fianza de 750 000 euros al exconsejero de Deportes del Gobierno regional de Madrid y diputado del PP en la Asamblea autonómica Alberto López Viejo, al que imputa los delitos de cohecho, tráfico de influencias, fraude fiscal, asociación ilícita, blanqueo de capitales y falsedad.[38]

- 14 de mayo: el Tribunal Superior de Justicia de la Comunitat Valenciana cita para el día 19 de mayo al presidente de la Generalitat Valenciana, Francisco Camps, y al diputado del PP y secretario general del partido en la Comunidad Valenciana Ricardo Costa. Ambos declararán como imputados.[38]

- 18 de mayo: el magistrado instructor del 'caso Gürtel' en la Sala de lo Civil y Penal del Tribunal Superior de Justicia de la Comunitat Valenciana (TSJCV) traslada al miércoles la declaración prevista para el martes del presidente de la Generalitat, Francisco Camps. Mientras, más de un centenar de cargos públicos del PP arropa a Camps durante un acto institucional celebrado en el Palacio de la Generalidad Valenciana.[38]

- 19 de mayo: el secretario general del Partido Popular de la Comunidad Valenciana (PPCV), Ricardo Costa, declara por el 'caso Gürtel' y asegura que su comportamiento ha sido legal.[38]

- 20 de mayo: Francisco Camps declara durante casi una hora como imputado por presunto cohecho en el TSJCV. A su salida dice estar "satisfecho y muy contento" de haber contado su verdad. El TSJCV mantiene la imputación al presidente, aunque no le impone medidas cautelares.[38]

- 21 de mayo: detienen en Barajas a un hombre que supuestamente dirigía la estructura encargada de enviar al extranjero los recursos económicos de la trama de corrupción. José Tomás, el sastre que hizo los trajes de Francisco Camps, asegura al juez que "todos" los trajes que constan en el sumario del caso Gürtel fueron pagados por Pablo Crespo, 'número dos' del empresario Francisco Correa, administrador único de Orange Market y en prisión desde el mes de febrero por este caso.[38]

- 22 de mayo: nueva víctima política del caso Gürtel. Renuncia a su acta de concejal en Estepona (Málaga) Ricardo Galeote, imputado en la presunta trama de financiación ilegal del PP.[38]

- 9 de junio: el magistrado del Tribunal Superior de Justicia de Madrid (TSJM), Antonio Pedreira, que investiga en el caso Gürtel, impone una fianza de 1 800 000 euros al exalcalde de Boadilla del Monte, Arturo González Panero. Se trata de la fianza más alta de las impuestas hasta ,ahora a los imputados en el 'caso Gürtel'.[38]

- 16 de junio: el Tribunal Superior de Justicia de Madrid (TSJM) decide remitir la causa del caso Gürtel al Tribunal Supremo (TS), al que pide que llame a declarar como imputados, y «con carácter urgente», al tesorero nacional del PP y senador Luis Bárcenas, así como a los parlamentarios Jesús Merino y Gerardo Galeote. A Bárcenas le imputa un delito fiscal y otro de cohecho. La Junta Directiva del Partido Popular respalda a Bárcenas y Mariano Rajoy pide a sus militantes que respalden a la dirección.[38][41]

- 22 de junio: la Fiscalía reclama también al Tribunal Supremo que asuma la investigación de todo el caso Gürtel —salvo la parte que se instruye en Valencia— y que pida el suplicatorio ante el Parlamento para proceder contra los parlamentarios del PP Luis Bárcenas y Jesús Merino, así como del eurodiputado popular saliente Gerardo Galeote.[38]

- 24 de junio: el Tribunal Supremo asume la investigación del tesorero del PP, Luis Bárcenas y el diputado Jesús Merino, pero descarta hacerse cargo de todo el 'caso Gürtel'.[38]

- 6 de julio: el magistrado del Tribunal Superior de Justicia de la Comunitat Valenciana, José Flors, decide continuar la tramitación del procedimiento contra el president de la Generalitat, Francisco Camps, por un supuesto delito de cohecho y fija la apertura de juicio oral para el próximo día 15.[38]

- 10 de julio: la Fiscalía pide por segunda vez al Supremo que pida la autorización del Congreso y del Senado para proceder contra Bárcenas y Merino. A su vez, Bárcenas declara que si el juez lo imputa, podría dejar su cargo "de forma transitoria".[38]

- 17 de julio: el Tribunal Supremo llama a declarar como «imputados provisionales» al tesorero del PP, Luis Bárcenas, y al diputado de este partido, Jesús Merino. Bárcenas declarará el 22 de julio y Merino, el 23.[38]

- 18 y 19 de julio: uno de los responsables de la trama Gürtel asegura que regaló bolsos de lujo a Rita Barberá, la alcaldesa de Valencia. La primera edil anuncia que se querellará contra quien difunda «calumnias» contra su persona y el PP emite un duro comunicado en el que exige la comparecencia de los ministros de Interior y Justicia por las filtraciones.[38]

- 22 de julio: el tesorero del PP y senador Luis Bárcenas comparece durante casi tres horas en el Tribunal Supremo como imputado provisional ante el magistrado Francisco Monterde. A su salida del Supremo, Bárcenas declara sentirse «muy contento de poder haber aportado todas las pruebas que demuestran mi inocencia».[38]

- 23 de julio: el diputado del PP por Segovia, Jesús Merino, imputado provisional en el caso Gürtel, afirma que espera que su declaración en el Tribunal Supremo «sirva para aclarar todas y cada una de las dudas que estaban planteadas» sobre su implicación en el caso. Tras abandonar la sede judicial, donde declara durante cerca de dos horas ante el magistrado instructor de la causa, Francisco Monterde, Merino añade que confía en la Justicia y expresa su satisfacción por haber podido declarar sobre este asunto tal y como había pedido. Preguntado sobre si ha justificado su patrimonio ante el magistrado instructor, asegura que no podía decir "nada más" porque las actuaciones están bajo secreto de sumario.[38]

- 28 de julio: el senador y tesorero del PP, Luis Bárcenas, presenta su dimisión temporal. Bárcenas declaró el pasado 10 de julio que dejaría "de forma transitoria" su cargo como tesorero del partido si, tras prestar declaración ante el Tribunal Supremo, finalmente el juez pide autorización a las Cortes para imputarle en el caso Gürtel.[38]

- 29 de julio: un día después de que dimitiera el tesorero del PP, Luis Bárcenas, el diputado popular Jesús Merino renuncia al cargo que ocupaba como miembro de la dirección del partido en el Congreso, si bien mantendrá su escaño de parlamentario del PP. Además, la Sala de lo Penal del Tribunal Supremo acuerda elevar al Senado y al Congreso los suplicatorios para seguir investigando a Bárcenas y a Merino por los delitos de cohecho y fraude fiscal.[38]

- 3 de agosto: la Sala de lo Civil y Penal del Tribunal Superior de Justicia de la Comunidad Valenciana archiva la causa interpuesta contra los cuatro acusados por la trama en la Comunidad Valenciana, tras estimar sus recursos. La resolución incluye un voto particular de un magistrado que cree que sólo se debería archivar la causa contra Ricardo Costa, secretario general del PPCV y portavoz del grupo popular en Les Corts. Ese mismo día, María Teresa Fernández de la Vega anuncia que la Fiscalía General del Estado recurrirá el fallo del TSJCV.[38]

- 10 de agosto: la Policía registra la sede de la Federación Española de Municipios y Provincias (FEMP), en busca de vínculos con el caso 'Gürtel'. En concreto, las autoridades buscan documentación sobre contratos de la etapa de la alcaldesa de Valencia, Rita Barberá, al frente de la institución. Al parecer, se trata de documentación reclamada por el Tribunal Superior de Justicia de Madrid, que se ocupa de la ramificación madrileña de la operación Gürtel.[38]

- 28 de agosto: la Sala de lo Civil y Penal del Tribunal Superior de Justicia de Madrid (TSJM) deniega la libertad provisional a Francisco Correa, principal imputado por el caso Gürtel, alegando a la posible obstrucción de pruebas y riesgo de fuga. Por otro lado, dimite el director de la TV valenciana. También el exministro de Justicia José María Michavila renunció a su escaño en el Congreso, alegando motivos personales y familiares. El despacho de abogados en el que trabaja él se vio relacionado con el caso, ya que varios de sus abogados defendieron al exalcalde de Boadilla, Arturo González Panero.[38]

- 2 de septiembre: el TSJM revela las razones por las que denegó la libertad provisional a Francisco Correa. Señala que el principal imputado intentó fugarse y conseguir residencia legal en Colombia y Panamá. Además, el magistrado prorrogó por un mes más el secreto del sumario.[38]

- 15 de septiembre: el Pleno del Congreso vota a favor del suplicatorio del diputado popular Jesús Merino, de manera que el Tribunal Supremo puede proseguir investigándole por su presunta implicación en el caso y procesarle, si así lo considera.[38]

- 24 de septiembre: la 'trama Gürtel' financiaba ilegalmente al PP valenciano. Así lo recoge el informe de la Brigada Policial de Blanqueo que investiga el 'caso Gürtel'. Este apunta a la existencia de una doble contabilidad y a una serie de facturas falsas a cargo del PP valenciano.[38]

- 25 de septiembre: varias voces dentro del PP desacreditaron el informe policial, desde Mariano Rajoy a Ricardo Costa, pasando por Javier Arenas y Federico Trillo.[38]

- 29 de septiembre: el magistrado Antonio Pedreira, que instruye el caso Gürtel en el Tribunal Superior de Justicia de Madrid (TSJM), acuerda en un auto levantar parcialmente el secreto del sumario. En el listado de los 71 imputados en la causa está,  entre otros, la mujer del senador del PP Luis Bárcenas, Rosalía Iglesias Villar.[38]

- 1 de octubre: la Fiscalía Anticorrupción recurre ante el Tribunal Supremo el archivo de la causa por un supuesto delito de cohecho que se tramitaba contra el presidente de la Generalitat, Francisco Camps.[38]

- 6 de octubre: el juez ha entregado a los abogados parte del sumario de la trama madrileña de 'Gürtel'. En él se habla de financiación ilegal en el PP de Galicia, en el de Valencia, sale el nombre de Alejandro Agag, yerno de José María Aznar, y otros muchos políticos relacionados con el PP.[38]

- 8 y 9 de octubre: los tres diputados imputados en 'Gürtel' dejan el PP en la Asamblea de Madrid. Esperanza Aguirre asegura que no se pone "como ejemplo para nadie". El PP valenciano anuncia que propondrá el "cese temporal" de Ricardo Costa como secretario general del PP valenciano.[38]

- 13 de octubre: el secretario general del PP de la Comunidad Valenciana, Ricardo Costa, asegura que no va a dimitir en un comunicado leído en la sede del partido en Valencia, donde reitera que ni él, ni Camps, han incumplido la ley, y recalca su lealtad al PP, a Camps y a Rajoy. Horas después, Génova da por hecho la "suspensión" de Costa, pero el PP valenciano lo niega. Camps mantiene a Costa en el cargo, pese a que la dirección nacional del partido le considera destituido.[38]

- 14 de octubre: Francisco Camps destituye a Ricardo Costa de sus cargos como secretario general del PP valenciano y portavoz en las Corts. Mariano Rajoy estaba dispuesto a expulsar a Costa si este se empeñaba en aferrarse a sus cargos.[38]

- 15 de octubre: Rajoy comparece en rueda de prensa y asegura sobre Camps que mantiene "el mismo nivel de confianza de siempre". "No tengo ninguna duda sobre su honradez, dijo, antes de recordar que, "una vez archivado el caso en el TSJ de Valencia, no hay ningún elemento nuevo que haga que deba ser cesado". Además, adelantó que su voluntad es que siga siendo presidente de la Comunitat Valenciana y candidato en las elecciones de 2011. "A mí el señor Camps no me ha mentido", recalcó.[38]

- 27 de octubre: el juez instructor del 'caso Gürtel' en el Tribunal Superior de Justicia de Madrid (TSJM), Antonio Pedreira, ordena la puesta en libertad bajo fianza de 600 000 euros de Antoine Sánchez, uno de los tres imputados que, junto a los líderes de la trama Francisco Correa y Pablo Crespo, permanecía en prisión preventiva.[38]

- 23 de noviembre: Pedreira impone una fianza de 750 000 euros al diputado de la Asamblea de Madrid Alfonso Bosch y de 650 000 euros a Felisa Jordán, exadministradora de una de las sociedades de la trama de corrupción.[38]

### En 2010
- 25 de marzo: el Tribunal Superior de Justicia de Madrid anula las escuchas grabadas en la cárcel y ordenadas por el juez Garzón entre los imputados y sus abogados.[38]

- 5 de abril: el juez exige más de 200 millones de fianza a Correa y a sus colaboradores en "Gürtel".[38]

- 6 de abril: se levanta parcialmente el secreto de sumario. Entre otras cosas, los 50 000 folios de la instrucción recogen declaraciones de agentes de la policía que dan por hecho que Luis Bárcenas, extesorero del PP, cobró 1,3 millones de euros de la "caja B" de la trama y evidencias que apuntan a la financiación ilegal de esta formación en la Comunidad Valenciana.[38]

- 8 de abril: Luis Bárcenas pide la baja temporal del PP y la dimisión definitiva como tesorero pero sigue como senador por Cantabria, aunque reitera su absoluta inocencia. El diputado Jesús Merino también pide la baja temporal en el PP. Rajoy propone a Romay Beccaría como sustituto de Bárcenas.[38]

- 9 de abril: María Dolores de Cospedal confirma que Bárcenas dejará de tener despacho en la sede nacional del PP, también asegura que "no ve obstáculos" para que el extesorero siga como senador adscrito al grupo popular.[38]

- 13 de abril: la trama Gürtel salpica a Alejandro Agag, yerno de José María Aznar. El 'cerebro' de la trama, Correa, fue testigo de honor en la boda de Ana Aznar y Agag. Leire Pajín asegura que la trama corrupta se introdujo en el PP de la mano de Agag y Ana Botella le defiende recordando que no está imputado.[38]

- 14 de abril: el PP pagaba 350 euros la hora al bufete del prestigioso penalista Miguel Bajo por defender al imputado Luis Bárcenas.[38]

- 16 de abril: el Tribunal Supremo confirma la admisión a trámite de la querella presentada contra el juez Baltasar Garzón por un presunto delito de prevaricación, en relación con la intervención de comunicaciones en prisión entre acusados del 'caso Gürtel' y sus letrados.[38]

- 19 de abril: el extesorero del PP Luis Bárcenas presenta en el registro del Senado un escrito por el que renuncia a su escaño en esta Cámara, al igual que el también imputado en la trama Jesús Merino.[38]

- 22 de abril: la 'mano derecha' del cerebro de la trama, Pablo Crespo, queda en libertad tras pagar 1,2 millones de euros. El juez le retira el pasaporte.[38]

- 12 de mayo: el Tribunal Supremo acepta los recursos presentados por la Fiscalía y el Partido Socialista del País Valenciano en contra del sobreseimiento de la causa en la trama Gürtel en la Comunidad Valenciana por su Tribunal Superior de Justicia, y devuelve la causa al mismo para que se reabra y siga la instrucción.[42]

- 25 de mayo: el juez Pedreira señala en un auto la posibilidad de un delito de financiación ilegal del PP durante la campaña electoral de 2008 y del PP valenciano en las elecciones de 2007.[43]

- 4 de junio: se levanta el secreto de la tercera parte del sumario. La Policía denuncia que Luis Bárcenas, senador y tesorero del PP, pudo recibir 1,3 millones de euros de la trama.[44]

- 27 de octubre: el Tribunal Supremo declara ilegales las grabaciones ordenadas por el juez Baltasar Garzón, de las conversaciones de algunos imputados en caso Gürtel con sus abogados.

- 29 de noviembre: el juez Pedreira inicia una investigación contra José Manuel Fernández Santiago, presidente de las Cortes de Castilla y León, del Partido Popular, por presuntos delitos de cohecho y prevaricación.[45]

### En 2011
- 14 de enero: Antoine Sánchez, número tres de la trama, sale de prisión tras pagar su fianza de 40 000 euros.[46]

- 21 de febrero: el Gobierno valenciano cierra las emisoras de la cadena de televisión catalana TV3 en la Comunidad Valenciana. Esquerra Republicana de Catalunya acusa al Gobierno de Camps de censurar y de utilizar el cierre como cortina de humo.[47]

- 22 de febrero: El PSOE se presenta como acusación particular contra Francisco Camps y pide tres años de prisión y ocho de inhabilitación por un delito de cohecho propio.[48]

- 24 de febrero: El PP anuncia que Francisco Camps será el candidato para las elecciones autonómicas a la Comunidad Valenciana, pese a su imputación.[49]

- 25 de febrero: Antonio Pedreira, juez del caso, imputa al exalcalde de Boadilla del Monte, Juan Siguero, por cuatro delitos.[50]

- 4 de marzo: Dos empresarios reconocen haber pagado 1,6 millones y 1 millón de euros, respectivamente, a la trama Gürtel.[51][52] El Partido Popular anuncia que su candidato para las elecciones autonómicas de 2011, Francisco Camps, imputado en el caso Gürtel, no aparecerá en los carteles de la campaña electoral.[53]

- 9 de marzo: La Policía solicita autorización al juez para investigar a 15 empresas contratadas por los gobiernos autonómicos de Madrid, la Comunidad Valenciana, Galicia y Castilla y León entre 2001 y 2004, estando todas estas bajo gobiernos del PP.[54]

- 10 de marzo: El Partido Socialista de Madrid anuncia que denunciará a dos concejales del PP de Alcalá de Henares, presuntos responsables de dos contratos con empresas de la trama.[55]

- 12 de marzo: El Tribunal Superior de Justicia de Valencia se declara competente para juzgar siete presuntos delitos de la trama Gürtel, entre ellos, financiación ilegal del PP.[56]

- 14 de abril: El nombre de Ricardo Tarno, diputado del PP por Sevilla, aparece en la agenda de Pablo Crespo, número dos de la trama Gürtel, junto con una indicación: "36.697 euros + IVA". Tarno niega tener relación con la trama y con otros miembros del PP inmersos en ella.[57]

- 16 de abril: Un informe de la Policía revela que, en la contabilidad de una de las empresas de la trama Gürtel, el Partido Popular tenía un pago pendiente de 125 700 euros por la organización de mítines en la campaña de las elecciones al Parlamento de Andalucía de 2004, en la que Teófila Martínez fue la candidata popular. En esta campaña la Gürtel presuntamente facturó 520.491 euros en dinero no declarado,[58][59]

- 24 de abril: El diario El País publica que el dominio del sitio web de Foro Asturias, partido político creado por el exministro popular Francisco Álvarez-Cascos, pertenece a Álvaro de la Cruz, antiguo diputado popular del Parlamento de Andalucía y exsecretario general de la FEMP implicado en la trama Gürtel por casos de cohecho.[60]

- 25 de abril: Un informe policial revela que la trama Gürtel ganó 159.603 euros en la campaña de las elecciones al Parlamento de Andalucía de 2004.[61]

- 2 de mayo: La Policía da a conocer una carta de Álvaro Pérez, el Bigotes, a Javier Arenas, actual presidente del PP andaluz, redactada en 2003. En esa carta, el Bigotes reclama un pago de 120 000 euros en dinero negro al PP por la organización de actos de campaña electoral.[62][63] Arenas restó importancia a estas noticias, diciendo que es "información antigua".[64]

- 15 de julio: El juez José Flors abre juicio oral contra Francisco Camps, acusado de un delito de cohecho impropio que sentará en el banquillo por haber recibido presuntamente varios trajes que pagó la trama corrupta de Gürtel.[65]

- 20 de julio: Francisco Camps presenta su dimisión de la Presidencia de la Comunidad Valenciana, alegando que es inocente.[66]
- 1 de septiembre: La causa contra Luis Bárcenas y Gerardo Galeote es archivada por falta de pruebas.[67]
- 2 de septiembre: El juez Pedreira archiva la causa contra Jesús Merino por falta de indicios, estimando que "hubo precipitación en cuanto a su imputación por parte de la Policía, de la Fiscalía y del instructor Baltasar Garzón". "Todas las sospechas se diluyeron en su declaración con los documentos que aportó".[68]

### En 2012
- 1 de febrero: Pablo Crespo sale de la cárcel tras depositar la fianza.[69]
- 11 de junio: Francisco Correa, el cerebro principal de la trama Gürtel, sale en libertad condicional de la cárcel de Soto del Real (Madrid), donde ha pasado los últimos tres años y cuatro meses, gracias a la fianza de 200 000 euros pagada por su madre. El juez le ha retirado el pasaporte y tiene prohibido abandonar el país. Todos los días deberá presentarse ante el juzgado para confirmar que no se ha fugado.[70]

### En 2013
- 18 de enero: el periódico El Mundo publica que Bárcenas habría pagado sobresueldos en dinero negro por importes que irían de los 5000 a los 15 000 euros mensuales a altos cargos de su partido.[71]

- 31 de enero: el periódico El País publica una supuesta contabilidad en B que el extesorero habría estado llevando desde 1990 hasta 2009,[72] en los cuales se implicaba a numerosos políticos y empresarios, incluyendo al entonces Presidente del Gobierno de España y presidente del Partido Popular, Mariano Rajoy,[73] El PP niega la veracidad de dicha contabilidad.[74] tras lo que el juez Ruz impuso a Bárcenas la retirada del pasaporte y la obligación de presentarse cada 15 días en el Juzgado.[75][76][NOTICIAS 1]

- 27 de junio: Bárcenas ingresa en prisión por decisión del Juez Pablo Ruz para «evitar el riesgo de fuga y asegurar la preservación de fuentes de prueba».[77][78]

- 30 de julio el juez embarga cuentas y bienes de Bárcenas tras no pagar la fianza de 43,2 millones de euros.

### En 2014
- 3 de febrero: La policía implica a Álvarez-Cascos como perceptor de comisiones de la trama Gürtel al asociarse las siglas P.A.C, de los documentos incautados al exministro.
- 4 de febrero: Un imputado de la Gürtel subió ilegalmente el sueldo a la esposa del alcalde de Alcorcón David Pérez García. Elena Cerezo, exjefa de gabinete de Arturo González Panero, sigue en el puesto con el actual alcalde de Boadilla del Monte (Antonio González Terol) y deberá devolver 40.000 euros[79]

### En 2015
- 30 de octubre: Se aceptó la recusación de los magistrados de la Audiencia Nacional Concepción Espejel y Enrique López como miembros del tribunal que debería juzgar el caso Gürtel, por su cercanía al Partido Popular. En el caso de la recusación de Concepción Espejel, votaron en contra Juan Francisco Martel, Fernando Grande-Marlaska, Ángeles Barreiro, Fermín Echarri, Alfonso Guevara, Ángel Hurtado, Carmen Lamela y Nicolás Poveda. A favor votaron Clara Bayarri (ponente), Antonio Díaz Delgado, Julio de Diego, Manuela Fernández Prado, Carmen Paloma González, Javier Martínez Lázaro, Ángela Murillo, Teresa Palacios, José Ricardo de Prada y Ramón Sáez Valcárcel. En el caso de la recusación de Enrique López, votaron en contra Juan Francisco Martel, Fermín Echarri, Ángel Hurtado y Nicolás Poveda. A favor votaron Clara Bayarri, Antonio Díaz Delgado, Julio de Diego, Manuela Fernández Prado, Carmen Paloma González, Javier Martínez Lázaro, Ángela Murillo, Teresa Palacios, José Ricardo de Prada, Ramón Sáez (ponente), Fernando Grande-Marlaska, Ángeles Barreiro, Alfonso Guevara y Carmen Lamela.[80][81]

### En 2017
- 18 de abril: El presidente del Gobierno, y a la vez del partido, Mariano Rajoy, es llamado a declarar como testigo.
- 26 de julio: Mariano Rajoy declara ante la Audiencia Nacional. El presidente del Gobierno de España aseguró que desconocía los temas económicos del partido que en la trama Gürtel se juzgan, pues ocupó cargos de índole política en el Partido Popular. Además, el jefe del ejecutivo apuntó en su declaración que no conocía personalmente al líder de la trama, a Francisco Correa.[82]
- 17 de noviembre: Tras más de 125 sesiones llevadas a cabo entre el 4 de octubre de 2016 y el 17 de noviembre de 2017, la Audiencia Nacional deja visto para sentencia el juicio del Caso Gürtel celebrado en la sede de la Audiencia Nacional en San Fernando de Henares (Madrid).[83][84]

### En 2018
Francisco Correa, presunto cabecilla de la trama, confiesa que las campañas electorales de 2007 y las generales de 2008 se financiaron con pagos en b y que se le pagó en b a través de facturas falsas abonadas por empresarios, contratistas de la administración pública, que tenían prohibido donar dinero al PP. Por su parte, Ricardo Costa, exsecretario general del partido popular valenciano y antiguo colaborador de Francisco Camps, declaró: «Sí, es cierto que el PP se financiaba con dinero negro».
- 8 de mayo: Primera sentencia firme del caso Gürtel. El Tribunal Supremo confirma la sentencia del Tribunal Superior de Justicia de la Comunidad Valenciana de 2017 por la que fueron condenados a penas de prisión Francisco Correa (13 años), Pablo Crespo (13 años y 3 meses) y Álvaro Pérez (12 años y tres meses) por la rama valenciana de Gürtel conocida como caso FITUR por los amaños de contratos entre la Generalitat Valenciana y los integrantes de la trama entre 2005 y 2009. También ha sido confirmada la condena a 9 años de cárcel para la exconsejera valenciana de Turismo Milagrosa Martínez y las de los otros siete acusados condenados a penas entre tres y siete años de cárcel.[86]
- 8 de mayo: Tras 28 sesiones de la vista oral que comenzó el pasado 15 de enero y que se ha celebrado entre las sedes que la Audiencia Nacional tiene en la capital y en el municipio madrileño de San Fernando de Henares, quedó vista para sentencia el juicio por la presunta financiación ilegal del PP valenciano. Entre los acusados se encuentran el cabecilla de la 'Gürtel', el empresario Francisco Correa; el exsecretario de Organización del PP de Galicia y 'número dos' de la trama, Pablo Crespo y el responsable de Orange Market, Álvaro Pérez 'El Bigotes'.[87]
- 24 de mayo: La Sección Segunda de la Sala de lo Penal de la Audiencia Nacional condena a 51 años y 11 meses de prisión al principal cabecilla de esta trama, a Francisco Correa; a 38 años de cárcel a Guillermo Ortega, el exalcalde de Majadahonda; a 37 años y 6 meses a Pablo Crespo; a 33 años de prisión y 44 millones de euros de multa al extesorero del PP, Luis Bárcenas; a 31 años al exconsejero de la Comunidad de Madrid, Alberto López Viejo; a 17 años y 7 meses a José Luis Izquierdo; a 31 años y 9 meses de prisión al exconsejero de Deportes en la Comunidad de Madrid, Alberto López Viejo; a 14 años y 4 meses al exalcalde de Pozuelo de Alarcón y exmarido de la ministra Ana Mato, Jesús Sepúlveda; a la mujer de Bárcenas, Rosalía Iglesias Villar, 15 años y 1 mes de cárcel; al exedil de Majadahonda que destapó la trama Gürtel, Jose Luis Peñas, a 4 años y 9 meses; al Partido Popular, que debe pagar una multa de 245 492,8 de euros por su participación a título lucrativo; a la exministra de sanidad, Ana Mato, a una multa de 27.857,53 de euros; a la esposa del exalcalde de Majadahonda y exconcejala del PP en las Rozas, Gema Matamoros, a una multa de 45 066,66 de euros por participación a título lucrativo, al igual que Ana Mato y el Partido Popular. La Audiencia Nacional ha absuelto al responsable de Orange Market, Álvaro «el Bigotes» Pérez Alonso.[88][89][90]
- 11 de junio: El Juzgado Central de lo Penal de la Audiencia Nacional ha condenado al considerar acreditada su participación en la financiación de forma irregular de las campañas electorales del Partido Popular de la Comunidad Valenciana en las elecciones municipales y autonómicas de 2007 y en las generales de 2008 a 4 años de prisión al exsecretario general del PPCV Ricardo Costa Climent, a Álvaro «el Bigotes» Pérez a 6 años y 9 meses de cárcel, al cerebro confeso de la trama Francisco Correa Sánchez a 5 años y 3 meses de prisión, a Pablo Crespo 5 años de cárcel y ha absuelto al que fue vicepresidente de la Generalitat Valenciana Vicente Rambla.[91][92][93]

### En 2023
- 10 de abril: El Tribunal Supremo ratifica las condenas y rechaza las alegaciones de algunos de los condenados.[94]
- 5 de junio: La Audiencia Nacional suspende el ingreso en prisión de varios condenados de la trama de Boadilla, aunque mantiene las medidas cautelares para asegurar el pago de las multas e indemnizaciones.[95]
- 4 de agosto: El juez central de Vigilancia Penitenciaria, José Luis Castro, autoriza a Alberto López Viejo a salir varios días a la semana de la cárcel para ayudar a refugiados ucranianos a través de la Fundación Altius.[96]

En 2025
- 3 de marzo: Francisco Correa y Fernando Martín, expresidente de Martinsa, confiesan ante el juez el pago por parte de Martín de 25 millones de euros en comisiones por licencias de obras en Arganda del Rey (Madrid).[97]
- 8 de mayo: La Audiencia Nacional condena a los 19 acusados por las obras de la Gurtell en Arganda del Rey, entre ellos el exalcalde del PP, Ginés López, y el expresidente de Martinsa y del Real Madrid, Fernando Martín.[98]

## Baltasar Garzón y el caso Gürtel

### Cacería con Mariano Fernández Bermejo
En los días en que estalló el escándalo del caso Gürtel, Baltasar Garzón y Mariano Fernández Bermejo, por entonces ministro de Justicia, fueron juntos de cacería en el municipio de Torres, en Jaén, coincidiendo también en la cena celebrada a continuación de la cacería con el comisario general de la Policía Judicial, Juan Antonio González. Fernández Bermejo se vio obligado a dimitir como Ministro por no disponer de permiso de caza.
Ante la publicación del encuentro en los medios de comunicación, la dirigencia popular lo calificó de "compadreo intolerable" y denunció una presunta "estrategia de destrucción" puesta en marcha contra su fuerza política, e intentó personarse en el proceso judicial. El gobierno de Esperanza Aguirre solicitó la recusación de Garzón por su "notoria animadversión" hacia el PP, al considerarse "parte perjudicada" dentro de la investigación.
El organizador de la cacería, un militante y exconcejal del PP, aseguró que el encuentro fue fortuito y entre un nutrido grupo de personas, hablando sólo de "temas triviales". Distintos medios recordaron que las pesquisas llevaban un par de años de labor (en el caso de algunas personas más de cinco años) y que Garzón también fue recusado por parte de los socialistas en los años 1990 por sus investigaciones sobre los Grupos Antiterroristas de Liberación, justificándose su "mala fe" al no ser designado ministro por Felipe González cuando fue diputado bajo las siglas del PSOE, situación ante la cual el PP defendió la continuidad del polémico juez, la cual prevaleció.

### Denuncias por prevaricación
Baltasar Garzón fue denunciado por el abogado Ignacio Peláez, defensor del empresario José Luis Ulibarri, presidente del grupo Begar y propietario de Televisión Castilla y León. El motivo de la querella es la orden de Garzón de grabar las conversaciones de los presos encausados por dicha trama con sus abogados, por lo que habría podido incurrir en prevaricación y vulneración de la intimidad. El 25 de febrero de 2010, la Sala de lo Penal del Tribunal Supremo de España admitió a trámite la querella.
Estas escuchas fueron anuladas por el Tribunal Superior de Justicia de Madrid al considerar que dicha intervención vulneraba «el derecho de defensa y el derecho a no declarar contra sí mismos y a no confesarse culpables, así como el derecho a un proceso público con todas las garantías».
El magistrado del Tribunal Supremo Alberto Jorge Barreiro, en su Auto de 19/10/2010 afirma que Garzón ordenó las escuchas interpretando la ley «de forma errónea» y, sin motivación alguna, ante la «mera posibilidad» de que los letrados actuaran de «enlaces» de la trama de corrupción con el exterior y pese a no tener contra los abogados sospechas ciertas. Esta actuación «conducía, sin apenas escapatoria alguna, a la irremediable laminación del derecho de defensa» y con ello, Garzón «transmutó el ejercicio de este derecho fundamental en un instrumento idóneo para la autoincriminación de los imputados internos en prisión, desarbolando o desactivando cualquier estrategia defensiva que pudieran poner en práctica los letrados».

## En la Comunidad de Madrid
Ante las imputaciones dimitieron tres cargos del PP de Madrid (dos autonómicos y uno municipal) que presuntamente recibieron pagos ilícitos a cambio de contrataciones entre 2006 y 2007: el consejero de Deportes, Alberto López Viejo; el exalcalde de Majadahonda y gerente del Mercado Puerta de Toledo, Guillermo Ortega (ambos nombrados por Aguirre); y el alcalde de Boadilla del Monte, Arturo González Panero. Sobre López Viejo, Aguirre expresó su plena confianza:

Quiero agradecer a Alberto López Viejo su generosidad al dimitir para que los que están impulsando la campaña de desprestigio contra el PP no puedan relacionar la investigación con la actividad de la Comunidad de Madrid [...] López Viejo no ha realizado ningún acto ilegal ni irregular.
 Esperanza Aguirre

Posteriormente, los diarios El País y El Mundo dieron a conocer datos sobre las investigaciones de Garzón revelando que López Viejo sugería a Francisco Correa fraccionar los contratos de servicios signados con la Comunidad de Madrid (muchos sin respaldo presupuestario ni la tramitación legal requerida) para presentarlos a través de terceras empresas, evitando así los filtros administrativos y las sospechas de trato de favor a su grupo, lo que permitió aumentar los precios de coste hasta en un 40 % más de lo debido y cargar gastos de los actos electorales del PP a distintas consejerías del gobierno regional. De acuerdo a las informaciones aportadas, Esperanza Aguirre siempre depositó en él la responsabilidad de organizar todos sus actos, primeras piedras, presentaciones, inauguraciones, etc. "En total, millones de euros a lo largo de los cinco últimos años".
No obstante el apoyo ofrecido a López Viejo meses antes, el 2 de mayo de 2010 Esperanza Aguirre afirmó sobre la corrupción y sobre la implicación de su persona en el caso lo siguiente:

La corrupción requiere una respuesta política desde el primer momento, como he hecho en la Comunidad de Madrid. Aunque les pese a mis adversarios, en los miles de folios del sumario mi nombre sólo aparece una vez y es para insultarme y decir que les impedía hacer sus negocios.
Esperanza Aguirre

El que era por entonces tesorero nacional del PP y senador por Cantabria desde 2004, Luis Bárcenas, el eurodiputado Gerardo Galeote y el diputado nacional por Segovia Jesús Merino Delgado, fueron imputados por su vinculación a la trama Gürtel. A Bárcenas se le relacionaba además en el caso de espionaje a miembros del PP en Madrid. El 19 de abril de 2010, Bárcenas y Merino abandonaron sus actas de senador y diputado nacional, respectivamente, rechazando además que su defensa procesal la siguiera costeando su partido. La causa contra Bárcenas y Galeote fue archivada el 1 de septiembre de 2011, y la causa contra Merino el día 2.
Con el paso de los días, aparecerían nuevos nombres relacionados con la presunta trama en la Comunidad de Madrid, como el de Benjamín Martín Vasco, diputado autonómico del PP cercano a Aguirre, que preside la comisión que investiga el espionaje a cargos populares madrileños contrarios a la presidenta regional por parte de agentes de la Consejería de Interior cuando fungía, a finales de 2006, como alto funcionario en Arganda del Rey. Finalmente, el 18 de febrero de 2009 Martín Vasco se apartó de la presidencia de la comisión rebasado por las críticas.
En cuanto a la "coincidencia de tiempos" con que se hizo público el caso, se explicó que fue el riesgo de fuga de los implicados lo que precipitó las detenciones, pues los sospechosos estaban ya al corriente de los pinchazos telefónicos y cibernéticos, destruían documentos y preparaban su salida del país.
El 24 de abril de 2009, el juez instructor del Tribunal Superior de Justicia de Madrid, Antonio Pedreira, llamó a declarar como imputados al diputado regional del PP Alfonso Bosch Tejedor y al ex viceconsejero de Inmigración de la Comunidad de Madrid Juan Carlos Clemente Aguado. También ha citado a Francisco Correa, al abogado Santiago Lago Borstein y a los empresarios Alfonso García Pozuelo-Asíns y Enrique Ruiz de la Fuente.
El País publicó en mayo del mismo año que en el libro de contabilidad de dinero negro aparecían pagos al exvicepresidente de la Junta de Castilla y León, Jesús Merino, en concreto 220 000 euros, actual portavoz adjunto del PP. Asimismo, se hizo pública la presencia de Álvaro de la Cruz en las anotaciones. De la Cruz fue jefe de gabinete de Francisco Álvarez-Cascos cuando era secretario general del Partido Popular, y se indica que cobró 30 000 euros.
El 6 de octubre de 2009, el TSJM levanta el secreto de sumario sobre 17 000 folios de los casi 60 000 de los que consta el mismo, que se corresponden con la instrucción realizada por el juez Baltasar Garzón. La presidenta de la Comunidad de Madrid expulsa del Grupo Parlamentario Popular de la asamblea regional a los tres diputados autonómicos imputados: Alberto López Viejo, Alfonso Bosch Tejedor y Benjamín Martín Vasco. Además, les pide la entrega de sus actas como diputados regionales, ante lo que estos se niegan, pasando a formar parte del hasta entonces inexistente Grupo Mixto del parlamento autonómico. Asimismo, Esperanza Aguirre solicitó a todos los imputados con cargos electos en la Comunidad de Madrid que se desvincularan del Grupo Popular correspondiente, y devolvieran sus actas. El único en atender esta petición fue el exalcalde de Pozuelo de Alarcón, Jesús Sepúlveda. Los demás, como el exalcalde de Boadilla del Monte, o los anteriores diputados autonómicos, fueron apartados del Grupo Popular, mientras retenían su acta correspondiente.
El 22 de febrero de 2010, se publica en los medios de comunicación que la Agencia Tributaria española descubrió algunas comisiones sin declarar de nueve altos cargos del PP, los tres diputados y los cuatro alcaldes que fueron forzados por su partido a dimitir de sus cargos o a abandonar el grupo por estar involucrados en la trama, por un valor de 3,8 millones de euros y, consiguientemente, cometiendo un delito de tipo fiscal.

## En la Comunidad Valenciana

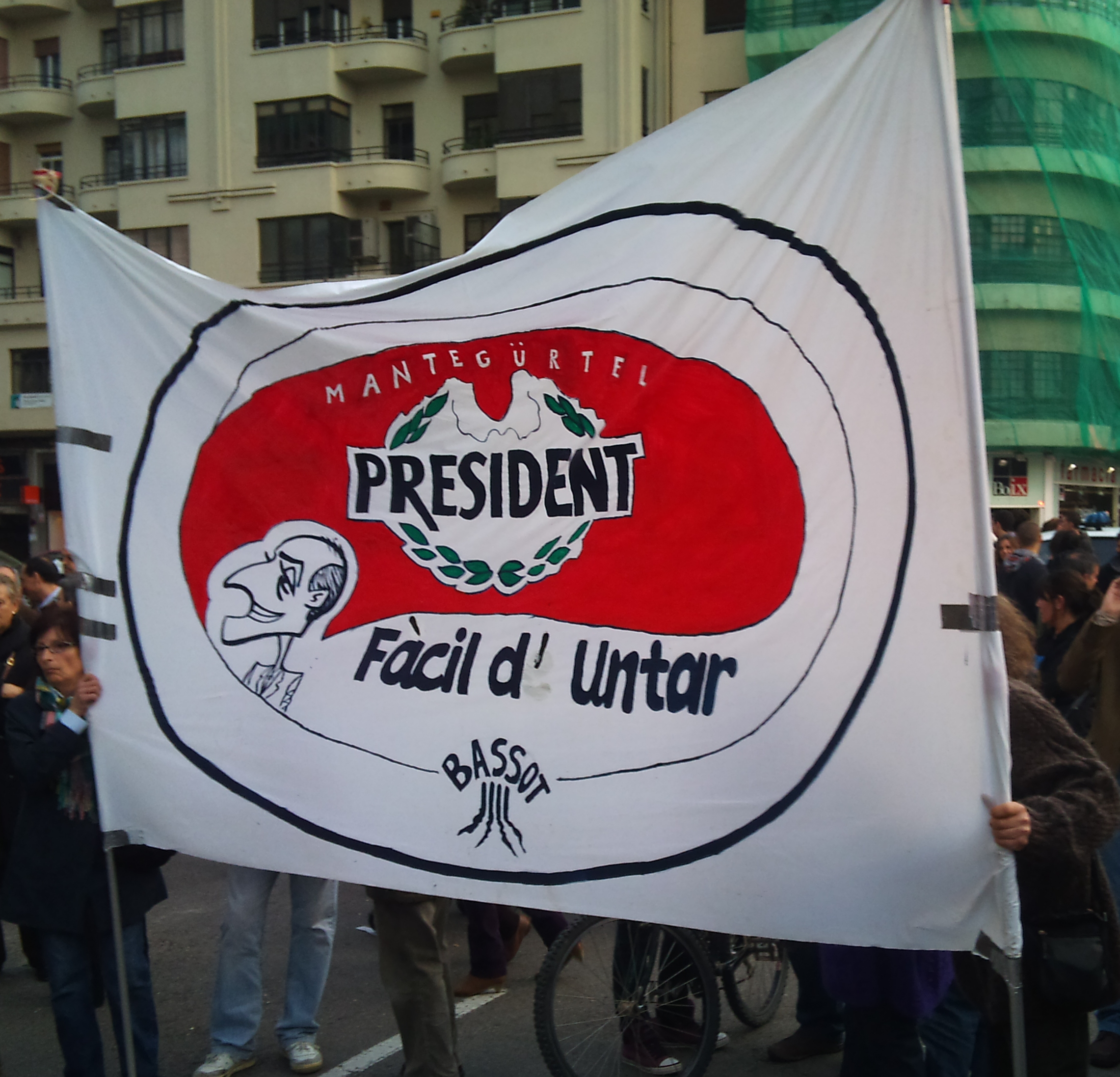
Pancarta satírica en referencia a la implicación de Francisco Camps en el caso Gürtel, en una manifestación en Valencia

Según afirmó el propio juez Baltasar Garzón, el presidente de la Generalidad Valenciana, Francisco Camps y otros altos cargos del Partido Popular de la Comunidad Valenciana habrían concedido adjudicaciones a empresas, supuestamente a cambio de regalos, como trajes, chaquetas, pantalones, etc. Esos regalos se mencionan en las grabaciones donde Álvaro Pérez conversaba con los diversos altos cargos. Además, también llegó a asegurar que existían unas facturas de las dos tiendas donde se compró la ropa, y declaraciones del sastre que se encargaba de suministrársela a Francisco Camps y sus colaboradores, José Tomás.
Tomás declaró posteriormente que los trajes de Camps eran pagados por Pablo Crespo, dirigente del PP gallego y administrador único de la empresa Special Events (propiedad de Francisco Correa). También aseguró que Francisco Camps se mostraba muy preocupado y le preguntaba nervioso sobre la existencia de facturas a su nombre. Según Baltasar Garzón, estos supuestos sobornos estarían vinculados con una hipotética adjudicación de contratos por casi cinco millones de euros a la empresa de Francisco Correa en Valencia por cuatro años.[cita requerida]
Además de Francisco Camps, Baltasar Garzón también presupone implicación en esta supuesta trama a otros dirigentes del PP valenciano, como el secretario general, Ricardo Costa, o el secretario de organización, José Víctor Campos.
El 14 de mayo de 2009, el Tribunal Superior de Justicia de la Comunidad Valenciana (TSJV), hizo pública la imputación de Francisco Camps, Ricardo Costa, Víctor Campos y Rafael Betoret.
El Partido Popular defendió de inmediato la inocencia de Camps, y llegó a celebrar su imputación porque, según la secretaria general del partido, María Dolores de Cospedal: «Por fin va a poder hablar en condición de igualdad y tener derecho a la defensa.» Otros dirigentes del PP también defendieron a Camps, como la Portavoz del PP en el Congreso de los Diputados, Soraya Sáenz de Santamaría, quién apeló a la presunción de inocencia del presidente valenciano. Por su parte, el presidente del PP vasco, Antonio Basagoiti, denunció una «cacería contra Camps», que se debería a sus éxitos electorales en la Comunidad Valenciana.
El día 15 de mayo fue también imputado por el TSJV el empresario Álvaro Pérez, presidente de Orange Market y amigo íntimo del presidente Camps. La empresa dirigida por Pérez, filial de la Special Events de Francisco Correa, fue la que presuntamente se encargó de suministrar trajes por valor de 12 000 euros a Camps y otros altos cargos del PP valenciano.
El día 16 Camps apareció públicamente en un mitin del PP en Valencia. En su comparecencia no mencionó explícitamente su imputación en el caso, y se limitó a vaticinar una victoria del PP en las siguientes elecciones europeas y a denunciar que «algunos hacen de la insidia el único camino». En el mismo acto intervino también Ricardo Costa, quien agradeció las múltiples muestras de apoyo que recibían en la calle.
Camps compareció ante el juez el día 20, y se declaró «muy tranquilo y satisfecho por haber podido dar mi opinión sobre todo lo que ha ocurrido en los últimos meses». Su declaración ante el Tribunal duró 45 minutos. En la calle, el presidente recibió tanto muestras de apoyo como descalificaciones. Finalmente, el Tribunal encontró indicios suficientes de un posible delito de cohecho y decidió que el presidente valenciano compareciese ya como acusado. No obstante, los jueces que formaban el TSJV decidieron por dos votos contra uno anunciar que no se habían encontrado indicios suficientes de la relación de dichos trajes con los contratos, por lo que se sobreseyó el caso, conociéndose de inmediato por la vicepresidenta del Gobierno, María Teresa Fernández de la Vega, que dicha sentencia sería recurrida por la Fiscalía General del Estado, lo cual llevó a los dirigentes del Partido Popular a alzar la voz por la presunta falta de independencia del órgano persecutor.
El 24 de septiembre de 2009, en un nuevo giro del caso, los periódicos El Mundo y El País se hicieron eco de un informe policial que detallaba el funcionamiento de la presunta trama corrupta dentro de la Comunidad Valenciana, explicando el diseño de una doble contabilidad en las empresas involucradas y los arreglos con el número dos del PP valenciano, Ricardo Costa, y con el vicepresidente de la Generalidad, Vicente Rambla, concluyéndose el ingreso de dinero negro a las arcas populares. Dos días más tarde, El País y la cadena SER darían a conocer diversos pinchazos telefónicos policiales, entre ellos el que registra una conversación del vicesecretario de organización del PP de Valencia, David Serra, con Álvaro «el Bigotes» Pérez el 29 de diciembre de 2008, la cual alude a las operaciones entre el partido y una de las empresas de Pérez, así como al conocimiento que de las mismas tenía el presidente de la Generalidad, Francisco Camps, pues a decir de Serra "éste ('el presi', como se le denomina a Camps en la charla) lo sabe todo", a lo que el Bigotes respondió «sí, ya lo sé».
El secretario del PP valenciano, Ricardo Costa, fue destituido «temporalmente» por Francisco Camps en octubre de 2009 tras un tira y afloja entre su proclama de independencia del PP valenciano y las presiones ejercidas desde la cúpula nacional de su partido. También serían destituidos el vicesecretario de Organización, David Serra, y la tesorera, Yolanda García.
El levantamiento del secreto del sumario en abril de 2010 permitió conocer el funcionamiento de la presunta trama de corrupción y de financiación ilegal del Partido Popular de la Comunidad Valenciana urdida bajo el gobierno de Francisco Camps.
En 2018 la rama valenciana de Gürtel llegó a juicio en la Audiencia Nacional. Entonces el antiguo secretario general de los populares valencianos declaró que «el PP se financiaba con dinero negro». Esta admisión tuvo un importante eco social, siendo además trascendental para las investigaciones en curso sobre la presunta financiación política mediante el uso de "asociaciones populares" en las provincias de Castellón, Valencia y Alicante.

## En Galicia
El exsecretario general de organización del Partido Popular en Galicia, Pablo Crespo, fue uno de los imputados.
La Junta de Galicia, presidida por Manuel Fraga autorizó en abril de 2005 la construcción de la cementera de Coirós, denominada Gallega de Molienda de Clinker y presidida por Ramón Blanco, citado a declarar por Baltasar Garzón y antiguo socio de Pablo Crespo.[cita requerida]
Una red de unas 20 compañías con sede en Galicia, lideradas por Ramón Cerdá Sanjuán, acabadas de crear o sin actividad, fue empleada por altos cargos del Partido Popular implicados en el caso para lograr adjudicaciones. Se comentó que Ramón Cerdá Sanjuán podría haber estado en relación con el testaferro David Barreiro Nogaledo, instalado en Suiza, al que la Audiencia Nacional habría investigado por Blanqueo y apropiación indebida.
Juan Casares, exdiputado del PP en el parlamento gallego, y José Enrique Sotelo, diputado provincial por Pontevedra y líder de los populares en Cangas do Morrazo, fueron acusados de formar parte de la trama, por supuestamente tener certificados de unos parquímetros inexistentes en la villa de Cangas. Sotelo fue absuelto en junio de 2010. Por otro lado, las empresas de la familia Casares recibieron un total de 19 millones de euros en contratos de la Junta de Galicia entre 2000 y 2005.[cita requerida]
Según un informe policial del que se hicieron eco los medios en el mes de septiembre de 2009,[cita requerida] más del 52 % de los gastos derivados del PP de Galicia en las cuentas de las empresas relacionadas con el caso Gürtel fue pactado en dinero negro entre los años 1996 y 1999, siendo por entonces Pablo Crespo el secretario de organización del partido.

## Importes implicados
El juez del caso fijó la fianza por responsabilidad civil de Francisco Correa y otros cabecillas en 201,4 millones de euros en total.
Luis Bárcenas recibió de la trama Gürtel al menos 1,3 millones de euros.

## Consecuencias
Dimisión o cese de cargos en empresas públicas:
- Pedro García, director general de Radio Televisión Valenciana (RTVV). Agosto de 2009.[144]
- Mariano Rajoy, presidente del gobierno de España. Tras afirmar que no dimitiría, se consumó la moción de censura que lo desalojó del puesto de presidente del gobierno en junio de 2018, siendo el primer y único caso a nivel nacional desde el inicio de la democracia en España.[145]

## Sentencia
El 24 de mayo de 2018 se publica la Sentencia “Caso Gürtel”.
La noticia tuvo una gran repercusión en los medios de comunicación.